# Плющ, Александр Васильевич
Александр Васильевич Плющ (23 июля 1923 года, Сновск — 3 августа 1999. Харьков) — советский военнослужащий, участник Великой Отечественной войны, Герой Советского Союза.
В Рабоче-Крестьянской Красной Армии служил с 1942 года по 1946 год. В битве за Днепр гвардии красноармеец А. В. Плющ был стрелком 118-го гвардейского стрелкового полка 37-й гвардейской стрелковой дивизии. За подвиг, совершённый при закреплении плацдарма на правом берегу реки Днепр, указом Президиума Верховного Совета СССР от 15 января 1944 года ему было присвоено звание Героя Советского Союза.
В 1944 году окончил курсы младших лейтенантов. С 1946 года — в запасе.

## Биография
Родился в городе Сновск (ныне Черниговская область Украина) в семье рабочего. Русский. Окончил семь классов неполной средней школы. До войны работал слесарем в депо города Щорс.
В Красной Армии с сентября 1942 года. В боях с немецко-фашистскими захватчиками с марта 1943 года. Воевал в должности стрелка 2-го батальона 118-го гвардейского стрелкового полка 37-й гвардейской стрелковой дивизии 65-й армии на Центральном и Белорусском фронтах. Особо отличился в битве за Днепр.

## В битве за Днепр
21 октября 1943 года, после боёв на Черниговщине, 118-й гвардейский стрелковый полк подошёл к Днепру в районе села Старадубка (Лоевский район, Белорусская ССР).
Позднее Александр Васильевич вспоминал:

После нескольких неудачных попыток наших товарищей настала наша очередь попытаться переправиться через реку Днепр и закрепиться на правом берегу.
Нас накормили, дали каждому винтовку, по пять патронов и по две гранаты. Переправлялись ночью несколькими группами на резиновых лодках под шквальным огнём артиллерии противника. До правого берега добрались только две группы. К сожалению, вторая группа, как оказалось потом, вышла на берег и сразу погибла.

Нам была поставлена задача захватить и удерживать первую траншею обороны немцев. С помощью гранат и в кромешной тьме мы её захватили. Из шести человек остались только двое - я и мой товарищ.
Вскоре под покровом темноты на правый берег сумело переправиться ещё пять человек. Приняв командование группой на себя, гвардии красноармеец Плющ повёл её на штурм второй траншеи. Уничтожив гранатами две пулемётные точки, гвардейцы ворвались на позиции врага и выбили вражеских солдат с занимаемых рубежей. Немцы пытались контратаковать. Патроны у десантников к этому времени закончились, но Плющ со своими бойцами закидал врага трофейными гранатами.
Пока небольшая штурмовая группа советских солдат вела бой за удержание занятого плацдарма, сапёры навели переправу, по которой на правый берег устремились танки, пехота и артиллерия. На следующий день 118-й гвардейский стрелковый полк гвардии подполковника К. В. Полякова начал штурм опорного пункта противника села Старадубка. Продвижению пехоты мешал шквальный огонь вражеского дзота.

Наш командир приказал мне с моими товарищами ликвидировать вражеский дзот, — вспоминал Александр Васильевич. —
Так как это происходило днём, то при попытке подползти к дзоту последовала пулемётная стрельба из недалеко стоящего здания. Пришлось сначала ликвидировать гранатами пулемётный расчёт в доме, и потом гранатами взорвали дзот.
Не успели мы занять третью линию обороны, как последовало яростное контрнаступление противника. Наша группа оказалась ближе всего к противнику, но на этот раз у нас уже были автоматы и патроны. Несмотря на яростную атаку немцев, противник был отбит, и вернуть ему третью линию обороны и оборону правого берега в целом не получилось.

Указом Президиума Верховного Совета СССР «О присвоении звания Героя Советского Союза генералам, офицерскому, сержантскому и рядовому составу Красной Армии» от 15 января 1944 года за «образцовое выполнение боевых заданий командования на фронте борьбы с немецкими захватчиками и проявленными при этом отвагу и геройство» гвардии рядовому Александру Васильевичу Плющу присвоено звание Героя Советского Союза с вручением ордена Ленина и медали «Золотая Звезда» (№ 1660).
В ходе дальнейших боёв Александр Васильевич был тяжело контужен, лечился в госпитале. В 1944 году окончил курсы младших лейтенантов.
После официального окончания войны 9 мая 1945 года продолжал воевать в Курляндии.
С 1946 года Александр Васильевич Плющ — младший лейтенант в запасе.
Жил в городе Щорс Черниговской области. Работал секретарём Щорского райкома комсомола.
Потом переехал в Киев, где работал на строительстве киевское метро.
С 1981 года жил в Харькове. Умер 3 августа 1999 года. Похоронен на харьковском кладбище № 2.
На доме в городе Харьков по адресу проспект Победы 67 висит памятная табличка.
Награждён орденами Ленина (1944), Отечественной войны 1-й степени (1985), медалями.

## Выписка из наградного листа[2]

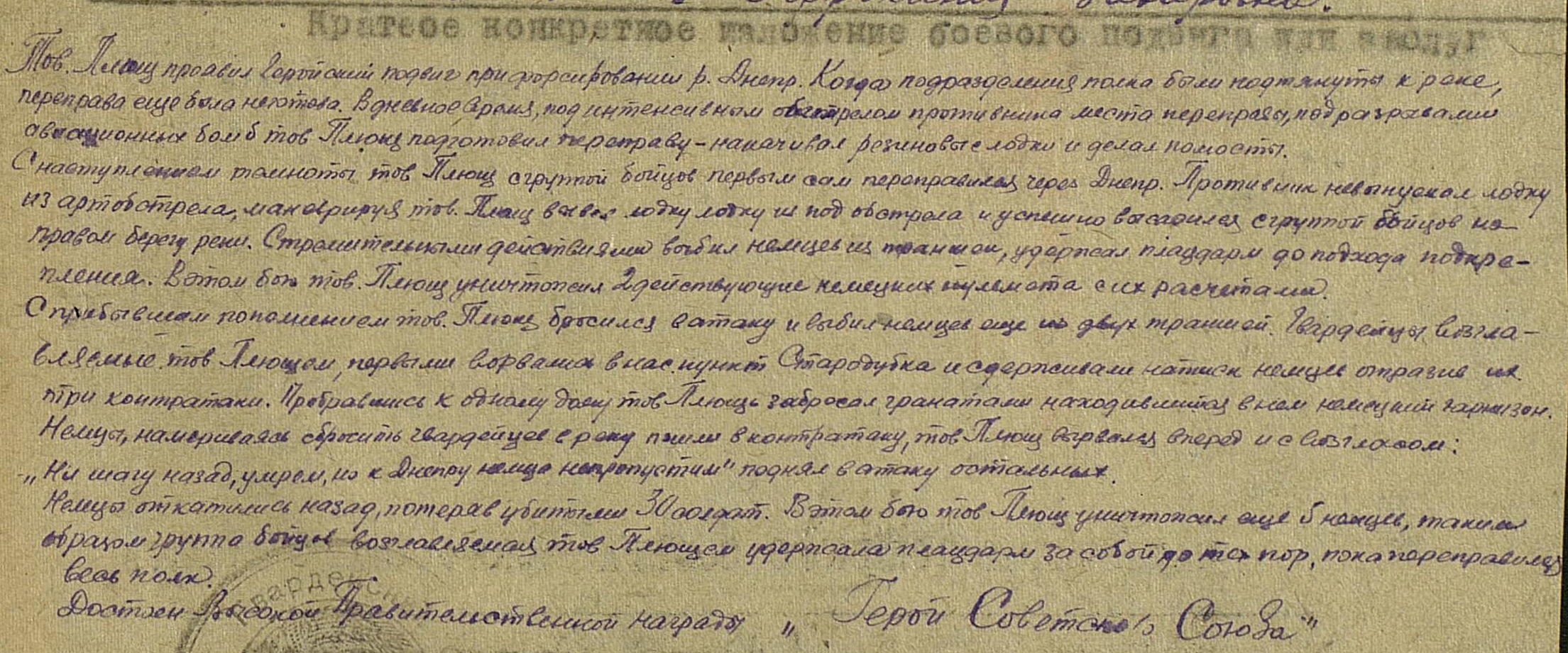
Наградной лист

Краткое конкретное изложение боевого подвига или заслуг:
Тов. Плющ проявил Геройский подвиг при форсировании р. Днепр.
Когда подразделения полка были подтянуты к реке, переправа ещё была не готова. В дневное время, под интенсивным обстрелом противника места переправы, под разрывами авиационных бомб тов.
Плющ подготовил переправу - накачивал резиновые лодки и делал помосты.
С наступлением темноты тов. Плющ с группой бойцов первым сам переправился через Днепр.
Противник не выпускал лодку из артобстрела. Маневрируя тов. Плющ вывел лодку из-под обстрела и успешно высадился с группой бойцов на правом берегу реки.
Стремительными действиями выбил немцев из траншеи, удержал плацдарм до прихода подкрепления.
В этом бою тов. Плющ уничтожил 2 действующих немецких пулемёта с их расчётами.
С прибывшим пополнением тов. Плющ бросился в атаку и выбил немцев ещё из двух траншей.
Гвардейцы, возглавляемые тов. Плющом, первыми ворвались в нас. пункт Стародубка и сдерживали натиск немцев, отразив их три контратаки.
Пробравшись к одному доту тов. Плющ забросал гранатами находившийся в нём немецкий гарнизон.
Немцы, намереваясь сбросить гвардейцев в реку, пошли в контратаку, тов. Плющ вырвался вперёд и с возгласом: "Ни шагу назад, умрём, но к Днепру немца не пропустим" поднял в атаку остальных.
Немцы откатились назад, потеряв убитыми 30 солдат.
В этом бою тов. Плющ уничтожил ещё 5 немцев, таким образом, группа бойцов, возглавляемая тов. Плющом удержала плацдарм за собой до тех пор, пока переправился весь полк.
Достоин Высокой Правительственной награды "Герой Советского Союза"